# 努瓦罗河畔孔代
努瓦罗河畔孔代（法語：Condé-sur-Noireau，法語發音：[kɔ̃de syʁ nwaʁo] ⓘ）是法国卡尔瓦多斯省的一个旧市镇，属于维尔区。2016年，努瓦罗河畔孔代与临近的4个市镇合并为新市镇诺曼底地区孔代，努瓦罗河畔孔代为新市镇行政中心。

## 地理
努瓦罗河畔孔代（48°51'3"N, 0°33'0"W）面积12.53 平方千米，位于法国诺曼底大区卡爾瓦多斯省，该省份为法国西北部沿海省份，北濒大西洋英吉利海峡，东北与滨海塞纳省以海上边界相接，东临厄尔省，南至奧恩省，西与芒什省接壤。
与努瓦罗河畔孔代接壤的市镇（或旧市镇、城区）包括：普鲁西、圣但尼德梅雷、圣日耳曼迪克里尤、努瓦罗河畔蒙蒂伊、圣皮埃尔迪勒加尔。
努瓦罗河畔孔代的时区为UTC+01:00、UTC+02:00（夏令时）。

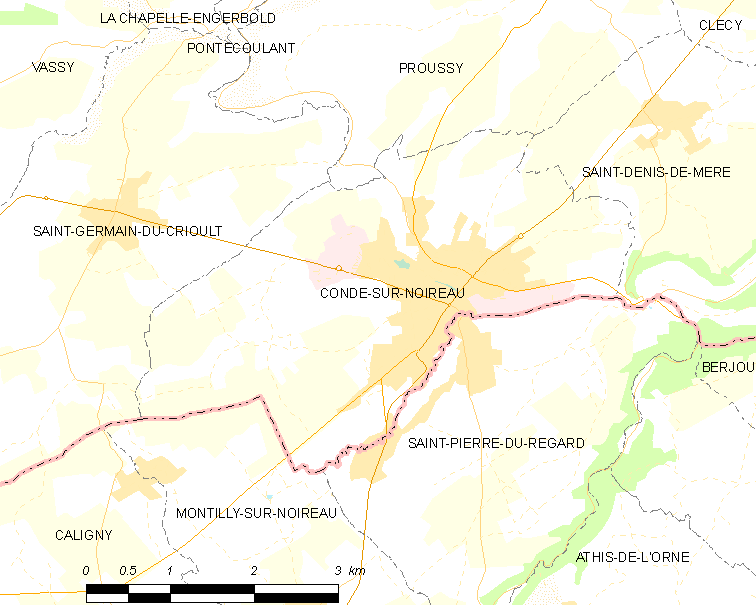
努瓦罗河畔孔代的OSM定位图

## 行政
努瓦罗河畔孔代的邮政编码为14110、14770，INSEE市镇编码为14174。

## 政治
努瓦罗河畔孔代所属的省级选区为诺曼底地区孔代县。

## 人口

1962-2008年间努瓦罗河畔孔代人口变化图示

努瓦罗河畔孔代于2018年1月1日时的人口数量为4551人。